# Pieter Hofstede Crull

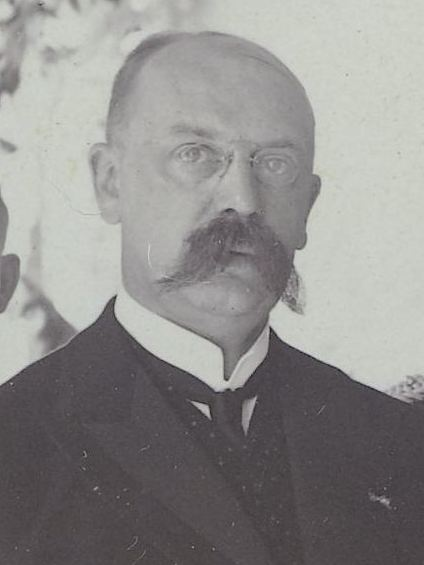
Pieter Hofstede Crull tussen 1903 - 1908, foto: Augusta Curiel

Petrus (Pieter) Hofstede Crull (Meppel, 2 april 1862 – Tiel, 27 juli 1925) was een Nederlands jurist.
Hij werd geboren als zoon van arts Wolter Hendrik Hofstede Crull en studeerde rechten aan de Rijksuniversiteit Groningen waar hij in oktober 1888 promoveerde. In februari 1891 trouwde hij in Assen met Maria Hendrika Oosting en een maand later werd hij benoemd tot ommegaand rechter in Suriname. In augustus van dat jaar werd hij tevens waarnemend gouvernementssecretaris. Later werd hij advocaat-generaal bij het Surinaamse Hof van Justitie en in november 1903 volgde zijn benoeming tot procureur-generaal van dat hof en tevens ondervoorzitter van de Raad van Bestuur van Suriname. In de periode van het vertrek van gouverneur Alexander Willem Frederik Idenburg in februari 1908 tot de komst van de nieuwe gouverneur Dirk Fock in augustus van dat jaar, was Hofstede Crull de waarnemend gouverneur van Suriname. In het voorjaar van 1911 was hij als procureur-generaal betrokken bij de rechtszaak tegen Frans Killinger en zijn handlangers die een staatsgreep wilde plegen in Suriname. Alle zeven verdachten kregen de doodstraf maar hen werd gratie verleend. Later dat jaar werd na het vertrek eerst Louis Marie Rollin Couquerque en later Hofstede Crull waarnemend gouverneur tot de komst van Willem Dirk Hendrik van Asbeck als nieuwe gouverneur.
In augustus 1916 keerde hij terug naar Nederland waar hij twee jaar later benoemd werd tot Officier van Justitie bij de rechtbank in Tiel. Naast zijn werkzaamheden was hij tevens lid van het hoofdbestuur van het Algemeen Nederlandsch Verbond en bestuurslid van de West-Indische Kamer. Hofstede Crull zou Officier van Justitie in Tiel blijven tot hij in 1925 op 63-jarige leeftijd overleed.
Ridderorden: ridder, Orde van de Nederlandse Leeuw; officier, Orde van Oranje-Nassau.
Pieter Hofstede Crull was een broer van de ingenieur en elektriciteitspionier Rento Hofstede Crull.